# Balgstuw bij Ramspol
De balgstuw bij Ramspol of Ramspolkering is anders dan de naam zegt, geen stuw maar een uitzonderlijk grote opblaasbare stormvloedkering bij Ramspol, gelegen in de buurt van Zwolle tussen het Ketelmeer en het Zwarte Meer. 

## Functie
De waterkering is gebouwd om het grondgebied in West-Overijssel te beschermen tegen overstroming als bij een noordwesterstorm het water in het IJsselmeer in de trechtervorm voor het Ketelmeer wordt opgestuwd en naar het Zwarte Meer stroomt. Dreigt een risicovolle situatie te ontstaan, wordt de dam gesloten en kan het water niet meer het Zwarte Meer instromen. Het is de grootste balgstuw ter wereld en de eerste en enige die is bedoeld als stormvloedkering, dus moet kunnen functioneren onder zware weersomstandigheden. Dat maakt het werk tot een ingenieurstechnisch kunststuk.
De totale stuw bestaat uit drie aansluitende balgen van versterkt rubberdoek als beweegbare waterkering zijn vastgeklemd op een bodemconstructie en aan de twee zijkanten. In lege toestand liggen de balgen op de bodem van het kanaal. Als bij noordwesterstorm het waterpeil is gestegen tot 0,5 meter boven Normaal Amsterdams Peil (NAP) worden de balgen met lucht en water gevuld, waarmee wordt voorkomen dat het opgestuwde water richting het Zwarte Meer stroomt. De balgen vormen dan een barrière van tien meter hoogte en kunnen een waterhoogte tot 3,5 meter boven NAP keren. Zo wordt overstroming voorkomen van de dijken langs het Zwarte Meer, het Zwarte Water en een deel van de Overijsselse Vecht. Landerijen in het westen van Overijssel en de binnenstad van Zwolle zullen daardoor bij extreem stormweer niet onder water lopen.
Scheepvaart is bij een gesloten stuw niet mogelijk, er werd echter van uitgegaan dat dit nadeel opweegt tegen de voordelen omdat de verwachting was dat het opzetten van de stuw gemiddeld eenmaal per jaar nodig zou zijn.
Beheer en groot onderhoud ligt sinds 2014 in handen van de overheidsdienst Rijkswaterstaat.

## Planning, financiering en bouw
De aanleg van deze waterkering is in 1995 ingebracht door de Tweede Kamer als onderdeel van het Deltaplan Grote Rivieren, tot stand gekomen onder regie van de minister van Verkeer en Waterstaat, Annermarie Jorritsma. Het was een voordelig alternatief voor de oorspronkelijk geplande dijkverzwaringen in het achterland over een lengte van 145 kilometer, waartegen de plaatselijke bewoners veel bezwaren hadden. De balgstuw is gekozen uit 34 mogelijke oplossingen omdat deze constructie het meest aan de gestelde voorwaarden voldeed, vooral op het gebied van landschaps- en uitzichtbesmetting en de kosten van aanleg en onderhoud relatief laag zijn. De kosten zijn deels gedragen door het rijk en de provincies, de financiering met een lening liep via het waterschap Groot Salland. 
Het ontwerp is van de Hollandse Beton- en Waterbouw (HBW), in samenwerking met Royal Haskoning. HBW realiseerde het werk als aannemer in opdracht van de waterschappen Groot Salland en Reest en Wieden. Het waterschap beheerde het budget, kocht de grond aan, zorgde voor de vergunningen en was verantwoordelijk voor beheer en onderhoud. De Bouwdienst van Rijkswaterstaat fungeerde als regisseur van het project, toetste de plannen van de aannemer, hield technisch toezicht op de uitvoering en op de kwaliteit van het werk. De bedieningsgebouwen werden ontworpen door architectenbureau ZJA, het rubberdoek is vervaardigd door Bridgestone.
In januari 1998 werd begonnen met het uitbaggeren van de bodem, daarna werden de palen geheid en de damwanden geplaatst. Na het droogmalen van de bouwkuip werd de onderwaterbetonvloer gestort, het wapeningsstaal en de bekisting aangebracht. Vervolgens het storten van beton voor de betonvloer en voor de taluds. Na plaatsing van de geleiderollen, nodig om het doek netjes kan in te vouwen na gebruik, kon het balgdoek geplaatst worden. De stuw is 11 december 2002 officieel in werking gesteld door minister Schultz van Haegen. 

### Vertraging: meningsverschil technische constructie

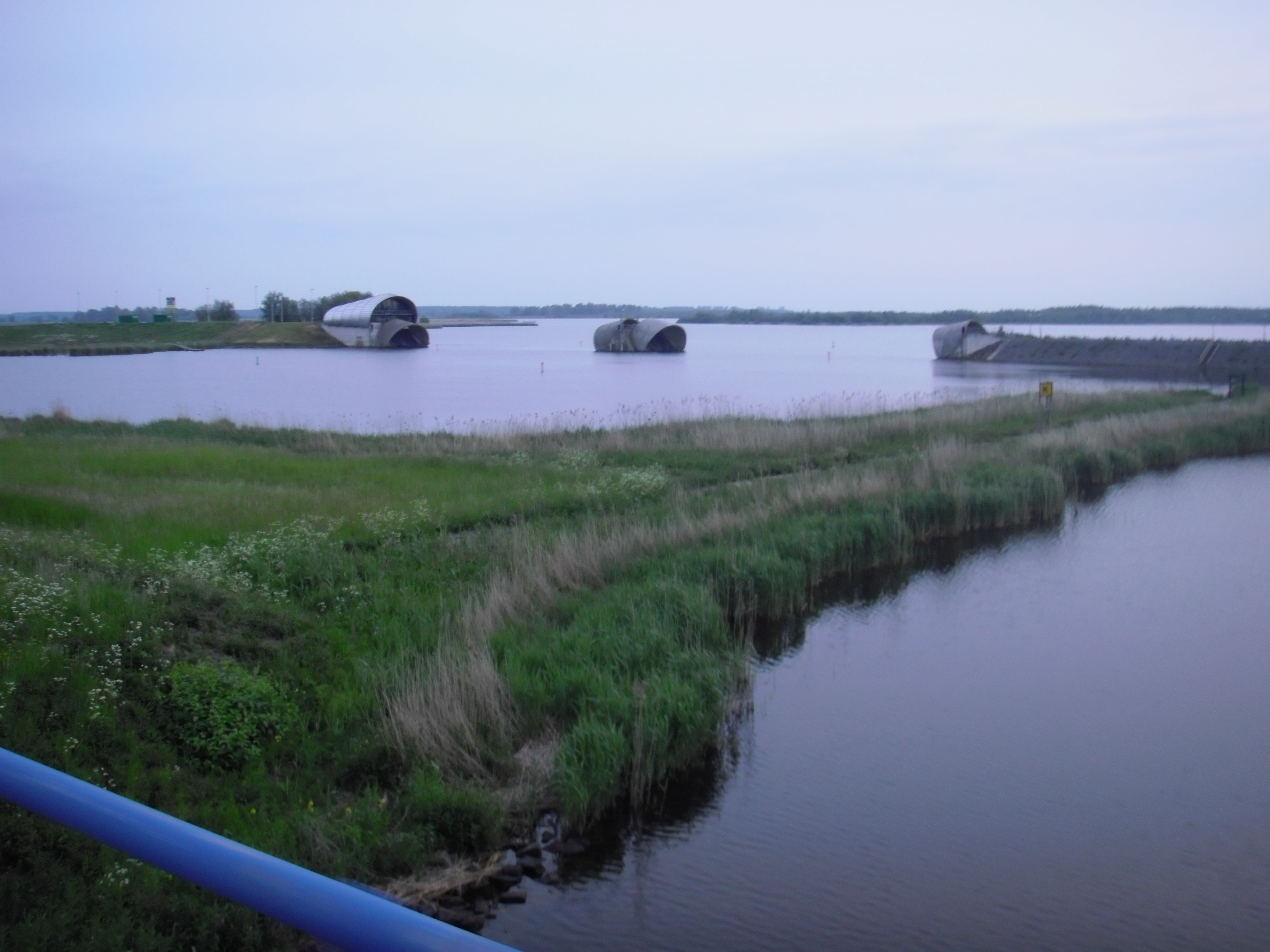
Balgstuw Ramspol, 2010

De bouw lag meerdere maanden stil door een technische verschil van mening tussen de bouwer en Rijkswaterstaat over de manier van bevestigen van het rubberdoek en het te gebruiken materiaal. Er was nergens ter wereld ervaring opgedaan met een balgstuw die moest worden opgeblazen en standhouden onder de zware omstandigheden van een storm met windkracht 10. Er worden dan extreem grote krachten uitgeoefend op het materiaal en de plaats waar het doekmateriaal onder water is ingeklemd tussen twee stalen platen, die op hun beurt met bouten aan de betonnen bak vastzitten. De methode is in Japan beproefd in normale weersomstandigheden. De ingenieuren van Rijskwaterstaat schatten de waarde van optredende piekspanningen anders in dan de HBW en keurden enkele voorstellen af omdat de faalkans te groot werd ingeschat. Rijkswaterstaat wilden zo zeker als mogelijk zijn op basis van bouwtekeningen en modellen de juiste beslissing te nemen. Gekozen werd uiteindelijk het rubberen doek te wapenen met kunststofvezels.

### Kosten
De bouwkosten bleven binnen de begroting en bedroegen 50 miljoen euro, daarvan waren 39 miljoen euro materiaalkosten. Circa 20 miljoen euro moest aan andere projecten worden besteed om de negatieve effecten van de aanleg van de balgstuw te compenseren. Er werd grofweg 115 miljoen euro bespaard omdat de geplande dijkverzwaring niet meer nodig was.

## In werking
- 5 januari 2012 werd de barrière vanwege door een noordwesterstorm opgestuwd IJsselmeerwater voor het eerst sinds 2007 in werking gesteld.[5]
- 31 maart 2015 werd de balgstuw wegens door harde wind opgestuwd water in werking gesteld.[6]
- 25 juli 2015 werd de stuw voor de tweede keer in hetzelfde jaar opgeblazen vanwege een noordwesterstorm.[7]
- 17 november 2015 werd de balgstuw vanwege een storm waardoor het water hoog werd opgestuwd voor de derde keer in hetzelfde jaar geactiveerd.[8]
- 3 januari 2018 werd de balgstuw opgeblazen vanwege een sterke westerstorm.[9] Op deze dag gingen voor het eerst alle stormvloedkeringen in Nederland tegelijk dicht.
- 4 januari 2018 trad de balgstuw enkele uren in werking. Ditmaal vanwege hoge waterstand, veroorzaakt door regenval in Duitsland.
- 18 januari 2018 ging de stuw een aantal uren dicht vanwege een zware westerstorm. Tijdens deze storm is de hoogste waterstand ooit gemeten bij de kering: 1,6 meter boven NAP.
- 11 maart 2019 ging de stuw een aantal uren dicht vanwege verhoogde waterstanden rond het IJsselmeer.[10]
- 23 februari 2020 werd de stuw gesloten vanwege het stormachtige weer.
- 12 maart 2020 werd de stuw korte tijd gesloten vanwege windstoten.
- 17 februari 2022 werd de stuw gesloten vanwege het stormachtige weer met zeer zware windstoten en neerslag, en het hoge waterpeil op het IJsselmeer.[11]
- 18 februari 2022 werd de stuw opnieuw gesloten door zware windstoten met code rood tot gevolg.
- 15 januari 2023: Sluiting wegens hoogwater.[12]
- 21 december 2023 werd de stuw gesloten door de hoge waterstand als gevolg van storm Pia.[13]
- 27 november 2024 werd de stuw gesloten door de hoge waterstand als gevolg van Storm Conall[14]
- Ook op 6 december 2024 werd de stuw gesloten. Ditmaal door de hoge waterstand als gevolg van de storm Darragh[15]

Om er zeker van te zijn dat de stormvloedkering werkt zoals dat moet, vindt er ieder jaar op de eerste dinsdag in oktober een functioneringssluiting plaats. De rest van het jaar ligt de balg in een speciale bak op de bodem, zodat de scheepvaart vrije doorvaart heeft.

## Gegevens per balg
- ligging: 4,65 m beneden NAP
- maximale hoogte kering: 3,55 m boven NAP
- hoogte: 10 m
- lengte beneden: 60 m, boven 80 m
- drempelbreedte: 15,4 m
- lengte doek: 24,3 m
- inhoud balg: lucht: 3500 m³, water: 3500 m³
- dikte doek: 1,6 centimeter
- productie: Bridgestone, Japan
- gewicht doek: 19,3 kg/m²
- gewicht balg: 33 ton
- minimale levensduur doek: 25 jaar
- sluitingstijd balgstuw: max. 60 min.
- leeglooptijd balgstuw: max. 180 min.
- sluitingspeil balgstuw: 0,50 m boven NAP